# Bas Jan Ader
Bas Jan Ader (officieel Bastiaan Johan Christiaan Ader) (Winschoten, 19 april 1942 - Atlantische Oceaan, 1975) was een Nederlands conceptueel kunstenaar.

## Leven

### Jeugd
Ader groeide op in Drieborg (Noord-Oost Groningen) en werd opgevoed door zijn moeder als een van de twee zonen van het predikanten- en verzetsstrijdersechtpaar Bastiaan Jan Ader en Johanna Adriana Ader-Appels. Zijn vader werd in 1944 door de Duitse bezetter gefusilleerd.

### Kunstopleiding
Ader volgde samen met onder meer Wim T. Schippers en Ger van Elk in Amsterdam een opleiding aan het Instituut voor Kunstnijverheidsonderwijs (de huidige Rietveldacademie). Na enkele avontuurlijke (zee)reizen belandde hij in Los Angeles op het Otis College of Art and Design en vervolgens op de Claremont Graduate University. In de jaren zestig studeerde hij kunst en filosofie in Californië. In Los Angeles raakte hij bevriend met Ger van Elk en gaf er les aan verschillende kunstopleidingen.

### Verdwijning
In 1975 stak hij op 33-jarige leeftijd van wal in Cape Cod aan de Amerikaanse oostkust in een kleine zeilboot (een aangepaste Guppy 13) om solo de Atlantische Oceaan over te steken. Hij raakte echter vermist en ongeveer 10 maanden later werd zijn lege boot voor de kust van Ierland teruggevonden door Spaanse vissers en meegenomen. Toen Aders weduwe Mary Sue Ader-Andersen in Spanje aankwam om de boot te zien, bleek die te zijn gestolen.

## Werk
Zijn werk bestaat voor een groot deel uit performances, veelal vastgelegd op foto's en films. Zijn kunst is geïnspireerd door de zwaartekracht en andere fysische verschijnselen. Hij maakte daarvan verschillende korte filmopnames waarin hij zichzelf aan het vallen bracht. Een daarvan is opgenomen in het Amsterdamse bos en heet Broken Fall (organic) waarin hij zich uit een boom in het water laat vallen. In een andere film zit hij op een stoel op het schuine dak van een huis, waar hij vervolgens ook vanaf valt; in een van zijn andere korte films houdt hij zo lang als hij kan een zware steen vast die op een lamp valt wanneer hij het niet meer volhoudt: in al deze films is er een bijna fysiek tastbaar element van spanning, van suspense, van anticipatie van het onvermijdelijke. In de korte film (3:21 min) getiteld "I'm too sad to tell you" zit hij wenend voor het oog van de camera. Ader was altijd zoekend en wordt ook wel getypeerd als een onderzoeker. 'Het moment van overgave', hunkering, subjectiviteit en verbazing zijn sleutelwoorden in de onderwerpen van zijn oeuvre.

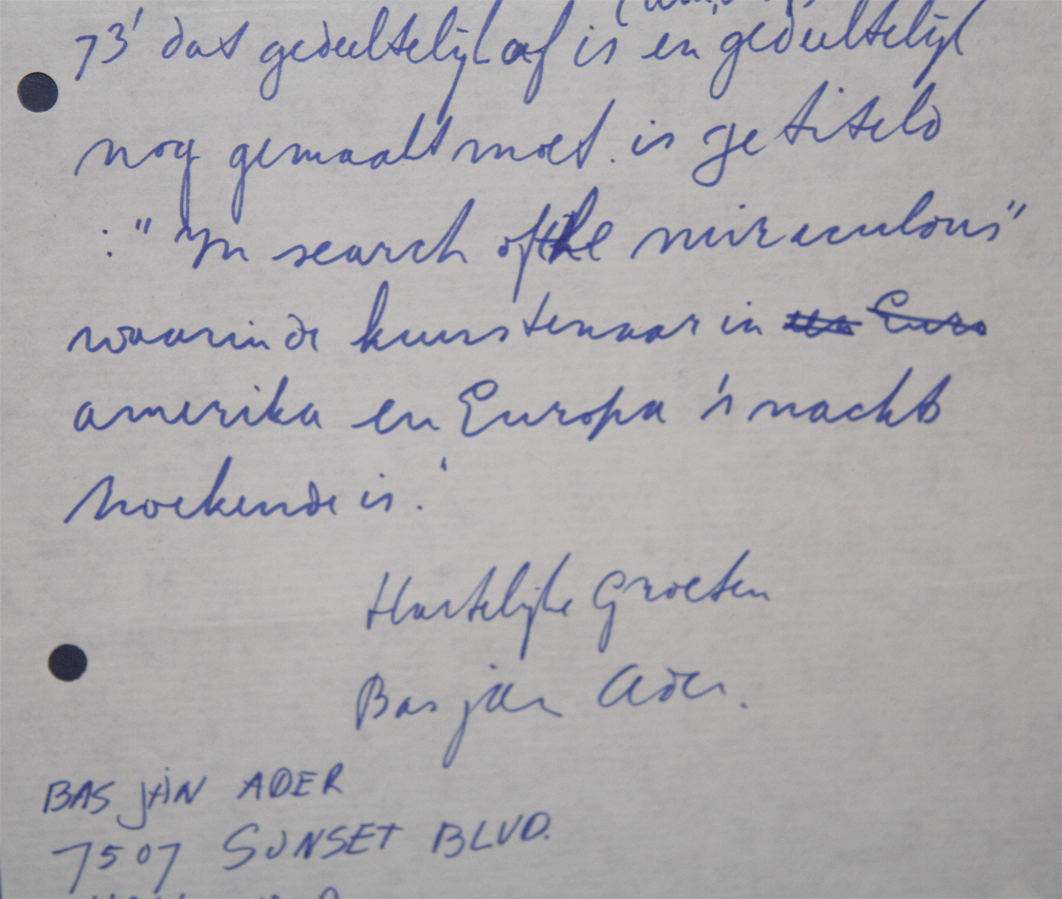
Brief uit de Verenigde Staten

### Documentatie en productie
Ader heeft (doordat zijn carrière van korte duur was) weinig werk voortgebracht. Een paar titels van diverse producties zijn:
- Fall 1, Los Angeles 1970 (korte film)
- Fall 2, Amsterdam 1970 (korte film)
- All my clothes 1970 (fotoserie)
- Farewell to faraway friends 1971 (foto)
- Untitled (Flower work) 1974 (fotocollage)
- In search of the miraculous 1975 (serie foto's van een nachtelijke zoektocht, deel I van een beoogd drieluik)
- I am too sad to tell you (foto en film)

## Logboek en citaten
- "The sea, the land, the artist has with great sadness known they too will be no more".
- In een van zijn logboeken pende Ader een idee neer voor een ansichtkaart:

Greetings from Beautiful Ader Falls (Groeten vanuit de prachtige Ader vallen). En nog meer typerend schreef hij het onderschrift:.All is falling ('Alles valt').

## Werk in openbare collecties
In 1992 gaf de weduwe van Ader zes films die zijn gemaakt door haar man in bruikleen aan het Museum Boijmans Van Beuningen te Rotterdam. In 2015 eiste de weduwe in een rechtszaak de teruggave van de werken, maar het museum stelde dat er sprake was van koop en weigerde de films terug te geven. Ader-Andersen wilde de films onderbrengen bij het EYE Film Instituut.

## Exposities en publicaties
- Galerie Crousel Chantal: Bas Jan Ader. Installations, photographies, Parijs, 24 mei 2003 tot 28 juni 2003.
- Museum Boijmans Van Beuningen: Bas Jan Ader. Please don't leave me, Rotterdam, 26 augustus 2006 tot 5 november 2006: een retrospectieve expositie over het werk en het leven van Ader met buiten film- en beeldmateriaal een kleine collectie memorabilia van Ader als student, als vriend en als onderzoeker. Catalogus: Bas Jan Ader. Please don't leave me (Rotterdam 2006: Museum Boymans Van Beuningen).
- ´In Search Of...´ 2012 - een tentoonstellingsreeks als ode aan het werk van Ader door jonge kunstenaars, op historisch gerelateerde plekken.[2]
- Verein By Association: Bas Jan Ader. Light Vulnerable Objects Threatened by Eight Cement Bricks, Zürich, 7 juni 2022 tot 12 juni 2022.
- Hamburger Kunsthalle: Bas Jan Ader. I'm searching, Hamburg, 11 april 2025 tot 24 augustus. Catalogus: Bas Jan Ader. I'm searching (Keulen 2025: Verlag der Buchhandlung Walther und Franz König).